# ブライアン・ブリス
ブライアン・ボイヤー・ブリス（Brian Boyer Bliss、1965年9月28日 - ）は元アメリカ合衆国代表のサッカー選手である。ポジションはディフェンダーであった。現在はスポルティング・カンザスシティの選手人事担当である。彼はまた、U-20サッカーアメリカ合衆国代表のアシスタントコーチでもある。
ブリスはプロ選手として、欧州と米国で活躍した。アメリカ代表として33試合に出場し、2得点を記録した。1990年のイタリアワールドカップのメンバーとしても名を連ねた。

## 選手として

### キャリア草創期
ブリスはニューヨーク州ウェブスターの高校を卒業後、1983年から1986年まで南コネチカット大学に在籍した。1984年12月2日、彼はエクアドル代表との試合で代表デビューをし、試合は2-2の引き分けであった。その後、しばらく代表からは身を引き、1987年に代表招集に応じ、その年の3試合の代表の試合のうち、2試合に出場した。同年、メジャーインドアサッカーリーグのクリーブランド・フォースがドラフト第1巡目の指名でブリスを引き当て、1987-1988年の1シーズン所属した。1988年、ソウルオリンピックに参加。翌年、アメリカン・サッカーリーグのアルバニー・キャピタルズで5試合出場した。しかしながら、この頃までには代表チームにおいて、彼はレギュラーメンバーとして1990年のワールドカップ予選のほぼ全試合に出場していた。ワールドカップ本戦では、グループリーグの3試合のうち、オーストリア戦に途中出場したのみで終わった。1990年、アメリカン・プロフェッショナル・サッカーリーグのボストン・ボルツに加入した。

### ヨーロッパでのキャリア
ワールドカップの後、ブリスはドイツに渡り、NOFVオーバーリーガのエネルギー・コットブスに所属した。その後、ケムニッツFC、FCカールツァイス・イェーナを渡り歩いた。自国開催の1994年ワールドカップには、膝軟骨損傷のため、最終選考で落選した。

### MLS(メジャーリーグサッカー)でのキャリア
メジャーリーグサッカーが最初のシーズンを準備するにあたり、リーグ加盟チームへ公平に有名選手を分配することを始めた。この過程において、ブリスはコロンバス・クルーに振り分けられた。コロンバスで1シーズン半の選手生活をした後、交換トレードでメトロスターズに移籍した。1997年のシーズンをメトロスターズで終えた後、今度はカンザスシティ・ウィザーズへとトレード移籍となった。翌年の1998年は、3試合の出場にとどまり、1999年にコネチカット・ウルブスで選手生活にピリオドを打った。

## コーチとして
引退後すぐの1999年、コネチカット・ウルブスの監督として1シーズン率いた。翌年、カンザスシティ・ウィザーズのアシスタントコーチとなった。2006年7月19日、監督のボブ・ギャンスラーが退陣すると、代わりにウィザーズの暫定監督となった。
その後、コロンバス・クルーのテクニカルダイレクターを6シーズン務め、サポーターズ・シールド2回受賞、MLSカップ1回獲得を支えた。2013年にはロベルト・ヴァジハの更迭にともない、グレッグ・バーホルターの招聘までの間、暫定監督に着任した。
シカゴ・ファイアーのテクニカルダイレクターであった、2015年シーズンにも暫定監督を務めた。
彼はスポルティング・カンザスシティの選手人事担当として、2016年1月より、職に就いている。